# Du Quoin
Du Quoin è un comune degli Stati Uniti d'America, situato in Illinois, nella Contea di Perry.